# Philippe Laudenbach

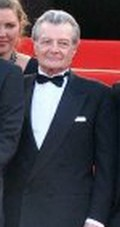
Philippe Laudenbach (2010)

Philippe Laudenbach (* 31. Januar 1936 in Bourg-la-Reine; † 22. April 2024 in Toulouse) war ein französischer Schauspieler.

## Leben
Laudenbach gab sein Leinwanddebüt 1963 neben Delphine Seyrig in Alain Resnais’ Muriel oder Die Zeit der Wiederkehr. Resnais engagierte ihn auch für das preisgekrönte Drama Mein Onkel aus Amerika (1980), in dem er neben so renommierten Schauspielkollegen wie Gérard Depardieu oder Nicole Garcia agierte. Bekanntheit erlangte Laudenbach auch durch seinen Part als mörderischer Anwalt in François Truffauts Auf Liebe und Tod (1983). Bis ins Jahr 2006 spielte Laudenbach in über einhundert Spielfilmen und Fernsehserien mit. Eine seiner prägendsten Rollen ist die des Gouverneurs Julien-Désiré Schmaltz neben Jean Yanne als Kommandant und Claude Jade als Reine Schmaltz in Iradj Azimis Das Floß der Medusa, der von 1987 bis 1990 gedreht wurde und erst 1998 in die Kinos kam. 
Laudenbach war der Neffe von Pierre Fresnay. Er war zudem der Onkel von Animator Sébastien Laudenbach.

## Filmografie (Auswahl)
- 1963: Muriel oder Die Zeit der Wiederkehr (Muriel ou Le temps d’un retour)
- 1980: Mein Onkel aus Amerika (Mon oncle d'Amérique)
- 1982: Kommissar Moulin (Commissaire Moulin; Fernsehserie, 1 Folge)
- 1983: Auf Liebe und Tod (Vivement Dimanche!)
- 1983: Das Leben ist ein Roman (La vie est un roman)
- 1984: Geschichte eines Lächelns (Notre histoire)
- 1987: Vier Abenteuer von Reinette und Mirabelle (Quatre aventures de Reinette et Mirabelle)
- 1988: Einige Tage mit mir (Quelques jours avec moi)
- 1989: Die große Kapriole (La grande cabriole) TV-Mehrteiler
- 1993: Nestor Burmas Abenteuer in Paris (Nestor Burma; Fernsehserie, 1 Folge)
- 1996: Launen eines Flusses (Les caprices d’un fleuve)
- 1998: Das Floß der Medusa (Le radeau de la Méduse)
- 2001: Unglaublich (Dieu est grand, je suis toute petite)
- 2001: Tanguy – Der Nesthocker (Tanguy)
- 2002: Maléfique – Psalm 666 (Maléfique)
- 2004: Cash Truck – Der Tod fährt mit (Le convoyeur)
- 2010: Von Menschen und Göttern (Des hommes et des dieux)
- 2011: Das Leben gehört uns (La guerre est déclarée)
- 2011: Braquo (Fernsehserie, 1 Folge)
- 2014: Fever
- 2016: Das Mädchen ohne Hände (La jeune fille sans mains)
- 2016: Franz von Assisi und seine Brüder (L’ami – François d’Assise et ses frères)
- 2016: Candice Renoir (Fernsehserie, 1 Folge)
- 2018: Ad Vitam (Fernsehserie, 5 Folgen)